# 문백운
문백운(文白雲, 1966년 6월 15일은 대한민국의 전 국가대표양궁 선수이자, 양궁 감독이다. 

## 학력 및 경력
부평서초등학교 32회를 다녔으며, 부평동중학교 10회 재학중 양궁을 처음 시작하였다. 동인천고등학교를 입학하여 운동 특기자 자격으로 특정종목을 육성하려는 선인고등학교 20회로 옮겨 졸업했다 (통합 29회). 고등학교때 국가대표 양궁 선수로 선발되었고 태능 선수촌에서 훈련을 하였다. 대학교는 한국체육대학교에 체육학과 9회에 입학, 졸업했다.

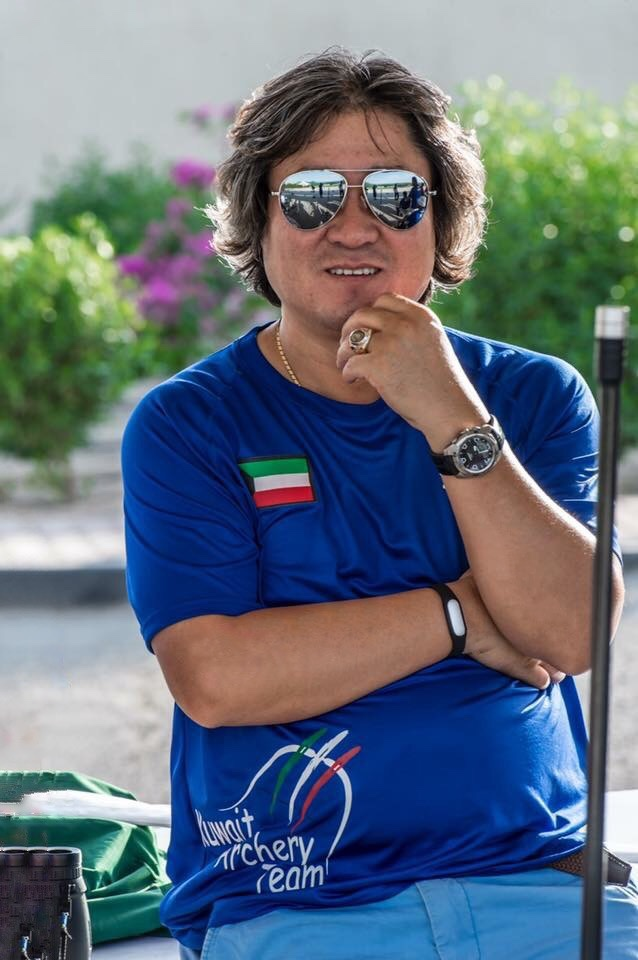

## 지도자 생활
한국 체육대학을 졸업한 후 국방 의무를 수행한 후 양궁 지도자 생활을 시작하였다.
양궁의 모교인 부평 동중학교에서 처음 지도자 생활을 시작하였으며 여러번 지도력에 대한 시행 착오를 겪으면서 성장하였다. 전국대회에서 약체인 양궁팀의 기록 및 실력을 향상시키는데 공헌했다. 서울 체육고등학교에서 양궁 지도를 하였으며 서울 체육고등학교의 전력이 약한 것을 알고 저학년인 1학년과 2학년을 중심으로 훈련 계획을 다시 수립하여 전국대회에서 괄목할 성적을 거둔다. 그리하여 국가 대표 선수로 여자 고등학생을 선발시켰으나 학교의 정책으로 선수촌 입촌 거부, 대표선수 자격을 가지지 못한 경우가 있었다. 이후 인천에 돌아가 인천 양궁협회 총무이사를 하면서 송월 초등하교 양궁팀 창단에 기여한다. 아울러 인천 양궁 협회의 기획과 시스템 구성에도 참여하여 협회 운영을 안정화한다. 그 이후 부산 체육고등학교로 자리를 옮겨 부산체고를 지도한다. 당시 부산 체육고등학교는 전력이 많이 약해진 상황이라 성적이 최하위였으며 선수 구성도 부족하여 전체 팀 인원이 5명이었다. 서울 체육고등학교와 같은 시스템을 활용하여 저학년 3명을 중심으로 다시 팀을 구성하였다. 성공적으로 팀을 재구성하면서 중고연맹전에서 우승하면서 성적이 향상되기 시작한다. 그 과정에서 졸업생을 대학 진학까지 시키면서 팀을 안정적으로 유지하는 데 성공하였다. 그당시 대학에 진학시킨 두명 모두 대학 졸업 후 실업팀과 해외에서 스페인과 멕시코에서 국가대표 코치까지 하는 성과를 이루었다. 많은 졸업생들이 모두 대학에 진학하며 졸업 후 양궁과 관련된 일을 하고 있다. 당시 부산 체육고등학교 지도자 생활 중 해외 진출을 계획하고 준비하는 과정에서 영어 교육과 여러 문화에 대한 교육을 받기도 하였다. 말레이시아와 처음 계약을 준비하게 되며 처음으로 말레이시아 주니어 대표팀을 구성과 발전시키는 역할로 계약하였다.

### 해외 지도자 생활
1. 2001-2003 Malaysia National Junior Archery Coach
2. 2004 Philippines National Archery Coach
3. 2005 - 2006 Kingdom of Bhutan National Archery Coach
4. 2006 - 2007 India National Archery Coach
5. 2008 - 2012 FITA World Archery Federation Coach/Manager Middle East Archery Center Cairo/Egypt
6. 2008 - 2013 Egypt National Archery Coach
7. 2014 Iran National Archery Coach
8. 2015 - Present Kuwait National Archery Coach

2001년 말레이시아
말레이시아 주니어 양궁코치로 해외 지도자로 진출했다. 주니어 선수가 전무한 말레이시아에서 주니어 대표팀을 구성하고 훈련시키면서 처음으로 주니어 세계 선수권대회에 참가하게 되었고 그 이후 획기적으로 기록이 향상되면서 많은 주니어 선수들을 대표팀으로 승격시키면서 말레이시아 국가대표 구성을 주도하게 된다. 그 이후 줄곧 주니어 대표선수를 지도해 오고 있다. SEA GAMES에서 우수한 성적을 거두었다. 그가 구성한 주니어 프로그램과 시스템은 현재까지도 지속 유지되고 있으며 각 지방에서 우수 선수를 선발하고 육성하는 시스템으로 자리잡았고 양궁 저변이나 선수 확충에 큰 도움을 주었었다. 각 주에 여러 팀이 형성되어 선수층을 두텁게 하고 있다.
2004년 필리핀
처음으로 시니어 국가대표 감독을 맡게 된다. 주니어 선수들을 관리하던 충분한 경험을 바탕으로 시니어 선수들과 호흡을 같이 하면서 기록 향상에 노력하였으나 여러 가지 협회의 내부 갈등으로 순조롭지 못했다. 당시 필리핀 양궁은 충분한 잠재력은 있으나 재정적 지원이 부족하고 협회 내적인 갈등이 있었으며 그로 인해 대표 선수 훈련및 관리에 작은 문제들이 발생하여 대표팀 훈련이 원활하지 못했다.
대표팀중 올림픽 출전 티켓을 획득하여 집중 훈련을 하였으며 올림픽에서 첫 승을 거두었다. 필리핀 대표팀에서는 큰 성과나 변화는 없었으나 대표팀 훈련을 통하여 훈련 방법과 훈련 계획등 대표팀 운영 방식을 익히고 다듬는 계기였다.

### KOICA (국제협력단)
부탄
대한민국 국제 협력단의 해외 지도자 파견 계획중 부탄 양궁 감독 파견 계획에 응모하여 부탄 양궁 감독으로 부임한다. KOICA 해외 지도자 파견 계획의 하나로 양궁의 불모지이지만 양궁을 가장 많이 즐기고 사랑하는 부탄으로 파견되는 기회를 얻었다.
코이카 (국제협력단)에서 부탄 왕궁에 지도자 파견을 계획하게 되는데 이미 몇차례 한국 지도자를 파견했던 곳이기에 훈련과 현지 적응에는 큰 어려움없이 없었고 훈련 계획에 따라 훈련을 시작할 수 있었다.
부탄 KINGDOM OF BHUTAN 양궁은 실력이 많이 약체인 팀이다. 선수 구성이 취약하고 선수 평균 연령도 높아 훈련 지속성이 많이 약하다. 당시 팀 구성이 원활하지 못하였으나 협회장이자 내무장관 Mr. Ginzang Dorji 의 도움으로 신입 선수들을 모집하며 선발하여 처음부터 기초 훈련을 시작하면서 양궁 선수를 만드는 작업을 시작하였다. 당시 선발된 선수들은 대표 선수로 육성되어 거의 모든 신입 선수들이 양궁대표팀에 합류하게 되었다.
또한 현 대표선수들의 집중 훈련으로 기술 및 기록이 향상되어 많은 국제 대회를 준비할 수 있는 기회를 만들었다. 그해 태국에서 개최된 아시아 그랑프리대회에서 현 대표선수들이 남자 단체전에서 최상의 전력이던 대만 남자 대표팀과의 경기에 이겨 동메달을 획득하였다. 최초로 부탄선수들이 유니버시아드 대회에 참가하고 성적보다는 국제적으로 부탄팀도 유니버시아드에 참가한다는 것을 보여주는 계기가 되기도 하였다.
유니버시아드 게임을 마치고 도하 아시안 게임을 대비하여 훈련중 부탄 지도자 파견을 후원하던 KOICA의 정책 변화로 도하 아시안 게임을 5개월 남겨두고 업무를 종료하게 되었다. 부탄 자체에서도 아시안게임을 코앞에 두고 지도자가 없으면 안된다는 협회의 결정으로 자체적으로 계약을 연장코자 하였으나 파견 목적에 맞지 않아 아쉬움을 남기고 퇴임하였다.
인도
부탄에서 퇴임후 인도에서 요청이 들어와 2006년 인도 국가대표 감독을 맡게 되었다. 인도는 많은 선수구성과 실력이 충분히 세계 수준이었기에 어려움 없이 훈련을 진행할 수 있었다. 하지만 높은 관심과 지원, 실력에도 불구하고 성적은 그다지 좋지 못하였다. 그래서 팀의 분위기와 팀웍을 향상시키는 훈련을 지속적으로 시행하면서 팀의 분위기와 화합이 향상되어 기록을 안정시켰다.
도하 아시안 게임을 준비하면서 여러 대회에 출전하였는데 훈련의 성과를 거두어 남녀 단체전에서 우승하고 개인전에서 금은을 획득하면서 팀의 전력이 향상되는 계기를 마련하게 되었다.
그 결과로 Commonwealth 양궁 선수권대회에서 단체전 모두 우승과 개인전 남자 우승과 여자 준 우승을 하게 된다.
그 후 도하 아시안 게임에 출전하여 인도 최초로 아시안 게임 남자 단체 3위를 하였으며 이 아시안 게임 메달은 인도 양궁 역사상 처음으로 획득한 아시안게임 메달이다. 그후 다수의 세계대회에서 우수한 성적을 거두게 되었다.
인도의 양궁 인프라는 그 어느 나라보다 구성이 잘 되어 있으며 인도 국내 대회 수준도 정상급으로 매년 신인 선수들이 대표팀에 선발되어 국제대회에서 활약하고 있다.
이집트
인도
이후 2008년 세계 양궁연맹과 계약을 하게 되어 이집트 세계양국연맹 훈련센터(MIDDLE EAST ARCHERY CENTER)감독으로 부임하게 되었다.
FITA
World Archery Middle East Archery Center는 아프리카와 중도지역 발전과 그리고 세계 양궁 지도자와 올림픽 위원회에서 지원하는 프로그램으로 세계 모든 양궁인의 훈련과 교육을 담당하는 프로그램이었다. 세계 초급 양궁지도자의 육성을 목표로 아프리카와 중도 지역의 초급 지도자들을 위하여 프로그램을 실행하여 양궁의 기초기술과 훈련 방법, 관리 등 모든 양궁 운영에 관하여 교육하고 세미나하였다. 현역 아프리카지역의 지도자들이 MEAC에서 교육을 받고 수료한 후 같은 시스템으로 선수들을 발굴하고 훈련하여 아프리카 양궁 발전에 큰 역할을 하게 되었다. 중동및 유럽 미주등 세계 각국에서 지도자들이 세계연맹의 발전 프로그램의 혜택을 받으며 교육에 참여하였고 교육후 받는 수료증이 양궁 지도자의 권위를 나타내는 상징이 되기도 하였다.

## FITA - MEAC 대륙별, 나라별 교육 프로그램
Coaching course all level 1,2,3
Egyptian / Moroccan / Algerian / Tunis / Libya / Cameron / Uganda / Ivory Coast / Kenya / Croatian / Mauritius / Greece / Canadian / Singapolian / Indian / Nepal / Chinese / Thailand / Malaysian / Sri Lanka / South Africa / Austrian / Argentina / Vanuatu
Olympic Solidarity Training course
Bangladesh / Philippines / Sri Lanka / Egypt / Morocco / Algeria / Kenya
이집트 대표팀 감독도 병행하며 주니어 선수들을 육성하였는데 이집트 역사상 최초로 YOUTH OLYMPIC GAMES에서 이집트 유스 선수가 양궁에서 금메달을 획등하는 역사를 만들었다.
2012년 이후 이집트의 정치적 불안과 중동의 봄 여파로 센터 운영이 원활하지 못하여 잠정적으로 2012년 12월 모든 센터 운영을 폐쇄하게 되었다. 하지만 이집트 대표팀 감독을 이어가야 했기 때문에 폐쇄 이후에는 대표팀 훈련에 전담하는 기회가 되기도 하였다.
이집트
대표팀 훈련을 하면서 아프리카 선수권대회에서 우승도 하면서 올림픽 출전 티켓을 획득하고 2008년 베이징 이후 2012년 런던 올림픽도 참가하게 되었다.
2012년 런던에서는 처음으로 이집트 선수가 첫승을 하여 32강까지 가는 성적을 얻었다. 그 이후 선수들의 훈련과 기록이 한층 더 향상되면서 2013년 터키 지중해 게임에서는 강호 프랑스, 이태리 슬로베니아를 이기고 결승에서 스페인에게 이기면서 최초로 지중해 게임 남자 양궁 금메달을 획득하는 결과를 얻었다. 이태리 팀은 올림픽 금메달팀이었으나 이집트에 지는 수모를 겪기도 했다.
지중해 게임의 승리를 이어가면서 그 해 11월 인도네시아에서 개최된 Islamic solidarity games 에서는 동남 아시아의 강자 인도네시아와 이란을 꺾고 남녀 단체전 금메달을 획득하였으며 개인전에서 남자 금과 동 등 이집트 선수들이 종합우승을 하였다.
당시 대회에서 금3, 은1, 동1 등 괄목할 만한 성적을 거두기도 하였다.
이란
2013년 12월
이란에서 요청에 따라 이란 대표팀 감독으로 자리를 옮기게 되었다. 이란 양궁은 특히 컴파운드의 경우 세계 수준의 기록을 유지하는 선수들이 많았고, 단지 리커브의 경우 저변에 비해 발전이 더디긴 했다.
첫해부터 컴파운드에 집중하기도 하였으며 2014년 3월의 아시아 컵에서 컴파운드 부분 남자 팀 우승과 개인전 우승 그리고 여자 팀 준우승과 개인 우승등 신인 선수들을 발굴하여 성적을 거두었다.
컴파운드는 상당한 수준의 팀이었기에 가능한 일이었지만 대부분 신입 선수를 구성하여 아시안 게임을 준비하는 과정이었다.
그후 각종 대회에서 상위 랭크되기도 하였고 2014 인천 아시안게임에서는 컴파운드 부분에서 개인 우승을 하긴 했으나 애초 예상보다 못한 저조한 성적을 내었다.
쿠웨이트
오랜 친분을 가지고 있던 쿠웨이트 Kuwait Shooting Federation 협회장과의 인연으로 이란 지도자 생활을 마무리하고 곧 바로 쿠웨이트 양궁 감독으로 옮기게 되었다. 쿠웨이트의 양궁을 새로 시작한다는 생각으로 양궁 훈련 방법 및 국내 대회 시스템 구성 그리고 선수 관리와 훈련을 방법을 보완하면서 팀을 새롭게 구성하기 시작하였다.
기초 자세가 전현 이루어지지 않은 선수들을 기초 자세부터 시작하여 슈팅 기술을 많은 시간을 통하여 익히고 다듬어 획기적인 향상을 이루게 된다.
체력이 우수하여 기초 기술을 반복적으로 훈련하면서 서서히 양궁 선수의 기본기를 갖추게 되고 그 해인 2015년 걸프대회 GCC Country (Gulf Cooperation Council) 들 만의 대회에서 부각을 나타낸다.
2015년 12월 처음 쿠웨이트에서 개최되는 GCC GULF ARCHERY CHAMPIONSHIPS에서 처음으로 남자 리커브 우승과 컴파운드 우승 및 개인전 리커브 3위 컴파운드 3위를 하였다.
쿠웨이트는 양궁의 최하위 국가였다. 특히나 사우디나 카타르에 비해 선수도 없고 시스템이나 훈련 방법도 없었으나 2015 부임후 쿠웨이트 양궁의 발전을 보여주는 계기를 마련하였다.
2016년 GCC 걸프 대회에서도 남자 리커브 개인 3위와 컴파운드 개인 1위등 2015년 이후 줄곳 걸프지역 대회에서 상위 입상을 하고 있다.
하지만 다수의 국제대회에 참가하고 있음에도 아직 아시아나 세계 대회에서는 인정을 받지 못하고 있다.

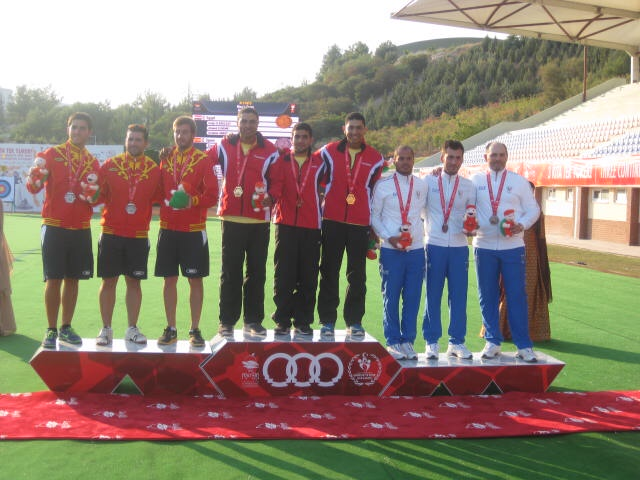
2013 지중해 대회

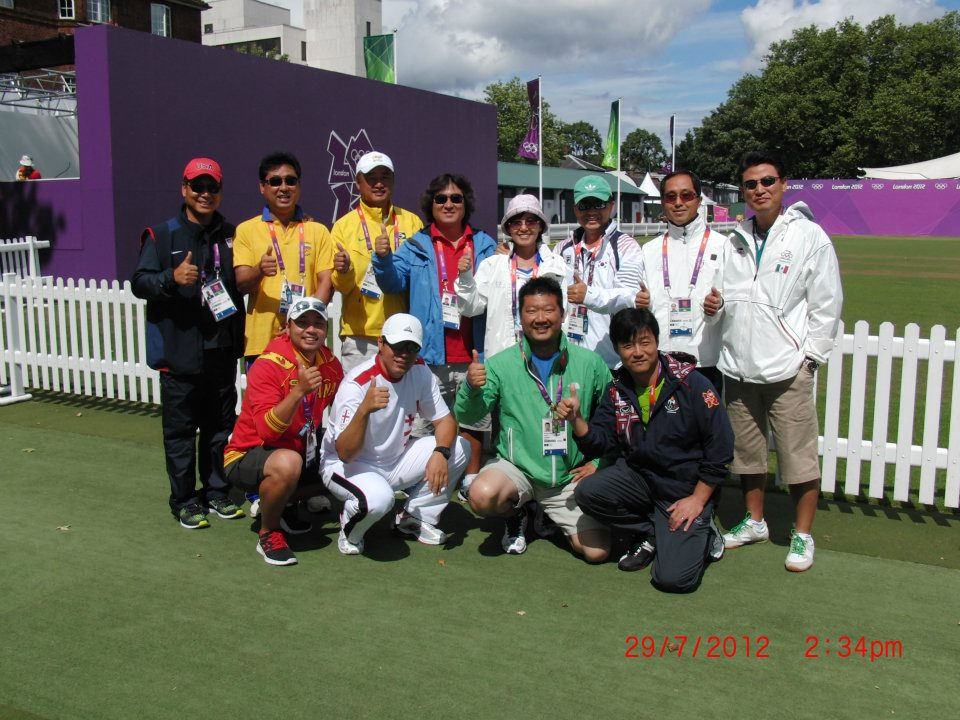
2012 런던 올림픽 코치들

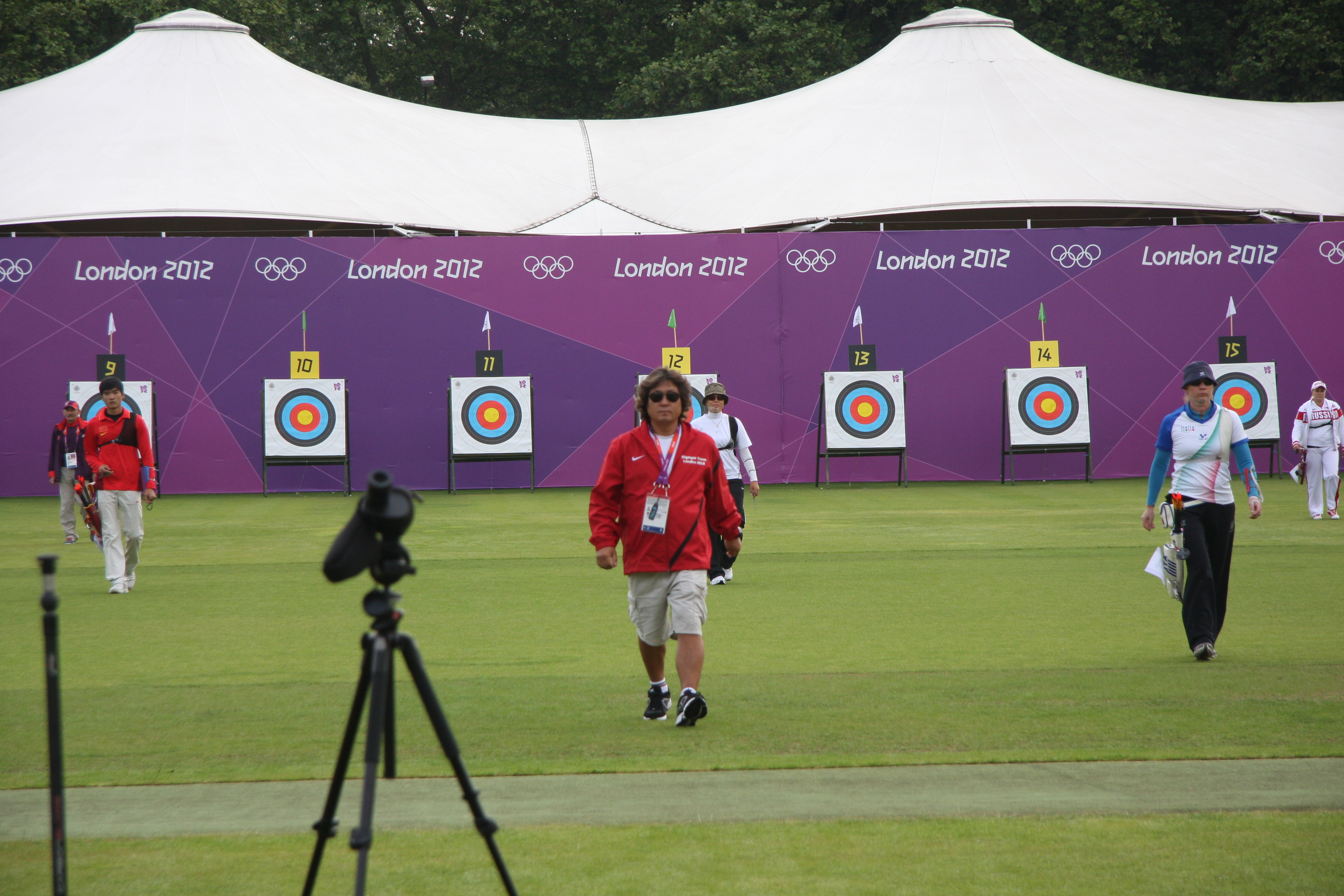

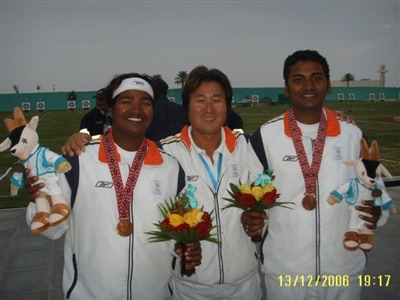
2006 도하 아시안 게임

쿠웨이트의 양궁 발전은 지금도 진행 중이다.